# Angiocardiografia
L'angiocardiografia è una radiografia del cuore e dei grossi vasi, effettuata con mezzo di contrasto. Viene utilizzato un mezzo di contrasto liquido, tipicamente contenente iodio, iniettato nel flusso sanguigno, e quindi vengono esaminati i tessuti utilizzando i raggi-X. Per evitare una diluizione, il composto radiopaco viene tipicamente introdotto tramite un catetere, un processo noto come angiocardiografia selettiva. Normalmente, piuttosto che una singola immagine, vengono prese in serie centinaia di immagini a raggi X, permettendo così di osservare il movimento. La procedura richiede di essere a digiuno prima dell'esecuzione e possono essere somministrati un sedativo e un antistaminico.

## Procedura
Un catetere viene introdotto  nell'arteria radiale o nell'arteria femorale e quindi viene guidato verso il cuore. Una volta che il catetere è arrivato in prossimità della parte anatomica oggetto di interesse, per mezzo di esso viene introdotto il mezzo di contrasto e contemporaneamente viene realizzata la serie di immagini.
L'angiocardiografia può essere utilizzata per rilevare e diagnosticare difetti congeniti del cuore e dei vasi adiacenti. L'uso di questa procedura è diminuito con l'introduzione dell'ecocardiografia, tuttavia viene ancora utilizzata in casi selezionati in quanto fornisce un livello di dettaglio anatomico maggiore rispetto all'ecocardiografia.